# Zákon o územním členění státu
Zákon o územním členění státu byl přijat Národním shromážděním Československé republiky dne 9. dubna 1960 a vyhlášen ve Sbírce zákonů pod č. 36/1960 Sb. Účinnosti nabyl 11. dubna 1960. 
Na Slovensku byl zrušen zákonem Slovenské národní rady č. 71/1969 Sb., o územním členění Slovenské socialistické republiky.
V České republice byl tento zákon zrušen novým zákon  zákonem o územně správním členění státu  od 1. lednu 2021.

## Předmět
Zákon o územním člení státu byla provedena územní reorganizace krajů a okresů. Národní výbory byly reorganizovány v souladu s novým územním členěním. Zákon dále upravoval postup změny území či sídla kraje, okresu a hlavního města Prahy.
Hlavní město Praha bylo podle tohoto zákona samostatným územním celkem, který nespadal do žádného z krajů. Hlavní město bylo členěno na obvody. Od roku 1968 bylo obdobnou samostatnou územní jednotkou také hlavní město Slovenska Bratislava, která od té doby rovněž nespadala do žádného kraje a byla členěna na obvody.

### Kraje
Zákon vytvořil tyto kraje:
- (v Česku)

1. Středočeský kraj se sídlem v Praze
2. Jihočeský kraj se sídlem v Českých Budějovicích
3. Západočeský kraj se sídlem v Plzni
4. Severočeský kraj se sídlem v Ústí nad Labem
5. Východočeský kraj se sídlem v Hradci Králové
6. Jihomoravský kraj se sídlem v Brně
7. Severomoravský kraj se sídlem v Ostravě

- (na Slovensku)

1. Západoslovenský kraj se sídlem v Bratislavě
2. Středoslovenský kraj se sídlem v Banské Bystrici
3. Východoslovenský kraj se sídlem v Košicích

### Okresy
Zákon vytvořil okresy podle krajů.
Zákon určil okresní města (sídla okresů).